# Carex ploettneriana
Carex ploettneriana là một loài thực vật có hoa trong họ Cói. Loài này được Beyer publ. 1906 mô tả khoa học đầu tiên năm 1905.